# U 772
U 772 war ein deutsches Unterseeboot des Typs VII C, ein so genanntes „Atlantikboot“. Es wurde durch die deutsche Kriegsmarine während des U-Boot-Krieges unter anderem zur Wetterbeobachtung eingesetzt.

## Technische Daten
Die Kriegsmarinewerft in Wilhelmshaven war hauptsächlich mit der Ausrüstung von Kriegsschiffen beauftragt und erst ab 1942 in das deutsche U-Bootbauprogramm miteinbezogen. Die Werft war für einen jährlichen Ausstoß von 12 Booten vorgesehen. Dieses Produktionsziel wurde nie erreicht. Insgesamt lieferte die Kriegsmarinewerft bis 1945 27 Boote vom Typ VII C an die Kriegsmarine aus. Die beiden Dieselmotoren solcher U-Boote erzielten bei Überwasserfahrt eine Geschwindigkeit von 17 kn, während bei Unterwasserfahrt zwei Elektromotoren das Boot zu einer Geschwindigkeit von 7 kn antrieben. Die Bewaffnung der VII C-Boote bestand bis 1944 aus einer 8,8-cm-Kanone und einer 2-cm-Flak an Deck, sowie vier Bugtorpedorohren und einem Hecktorpedorohr. Üblicherweise führte ein VII C-Boot 14 Torpedos mit sich.
Die meisten deutschen U-Boote seiner Zeit führten eigene Zeichen oder Wappen, welche die jeweilige Einheit repräsentierten und von der Besatzung an Mützen oder Schiffchen getragen wurden. U 772 führte kein individuelles Symbol, sondern das Flottillenzeichen der 10. U-Flottille.

## Einsatzgeschichte
U 772 war bis zum 31. Juli 1943 als Ausbildungsboot der 31. U-Flottille unterstellt. Anschließend kam es zur 9. U-Flottille. Am 3. August 1943 verließ das Boot Kiel und traf zwei Tage später im Stützpunkt im norwegischen Horten ein. Von hier aus verlegte das Boot Mitte des Monats nach Drontheim. Im Oktober wurde U 772 der 10. U-Flottille zugeteilt.

### Wetterboot
Die Wetterlage in Europa hängt maßgeblich von den meteorologischen Vorgängen im arktischen Raum ab. Entsprechende Erkenntnisse waren von erheblicher Bedeutung für militärische Planungen, aber nur schwer durch Schiffe zu erheben, die sich angesichts der alliierten Luftsicherung einer erheblichen Gefahr aussetzten. Daher wurden U-Boote durch die Kriegsmarine zur Wetterbeobachtung eingesetzt. Im Sommer 1944 erfasste U 772 als Wetterboot im Nordatlantik Temperaturen und Daten zum Windaufkommen. Die Fahrt dauerte vom 12. August bis zum 6. Oktober 1944.

## Verlust des Bootes
U 772 lief am 19. November zu einer weiteren Unternehmung von Drontheim aus. Kommandant Rademacher sollte vor Cherbourg patrouillieren, und, falls ihm das dortige Seegebiet zu wenig erfolgversprechend erschien, die Küste vor Milford Haven ablaufen. U 772  war eines von 25 deutschen U-Booten, die im Oktober und November in den Ärmelkanal und die Irische See entsandt wurden, um den Schiffsverkehr der Alliierten in diesem Seegebiet zu stören. Jedes dritte der hierbei eingesetzten Boote ging bei dieser Aktion verloren, so auch U 772: Das Boot wurde am 17. Dezember 1944 südlich von Cork von der Patrol frigate HMS Nyasaland mit Wasserbomben versenkt.
Die vorige Annahme, U 772 sei erst Ende des Monats verloren gegangen und Kommandant Rademacher habe am 23. noch zwei Schiffe mit 6685 BRT versenkt und am 29. zwei Schiffe mit 14367 BRT beschädigt, gilt inzwischen als überholt.